# SanDisk
SanDisk Corporation — підрозділ американської корпорації Western Digital, що займається розробкою і виробництвом носіїв інформації на базі флеш-пам'яті. Після придбання, компанія постійно втрачає частку ринку флеш-пам'яті, та опустилась з третього місця у 2016 році на четверте місце у середині 2019 серед найбільших виробників цієї пам'яті. Компанія змінила назву на SanDisk Corporation у результаті запланованого виділення з Western Digital, яке відбудеться у 2025 році.

## Про компанію
SanDisk була заснована в 1988 році, у місті Санівейл, штат Каліфорнія. Спеціалізацією компанії є розробка і виробництво носіїв інформації на базі флеш-пам'яті. Сьогодні[коли?] корпорація SanDisk займає приблизно третю частину світового ринку карток пам'яті і є найпопулярнішим брендом на цьому ринку. Частка компанії на ринку карток пам'яті США складає ~40%. У Скандинавії, Швейцарії, Іспанії і в країнах Бенелюксу більше половини карток пам'яті, що купуються, припадає на частку SanDisk. Кількість карт пам'яті, вироблених корпорацією SanDisk за увесь час свого існування, перевищує 200 мільярдів штук. На теперішній час[коли?] SanDisk випускає більше 15 мільйонів одиниць карток пам'яті щоквартально.
SanDisk брала участь у розробці більшості сучасних стандартів карток пам'яті. Стандарт CompactFlash розроблений SanDisk самостійно, стандарт MultiMedia Card — разом із Siemens/Infineon, стандарт Secure Digital — разом з Toshiba і Matsushita Electronic. Одна з найпомітніших новинок 2003 р., Memory Stick Pro є спільною розробкою SanDisk і Sony. SanDisk є власником більш ніж 200 патентів, ліцензії на використання яких придбали Intel, Sony, Toshiba, Hitachi, Samsung та інші провідні виробники електроніки.
У власності компанії перебуває приблизно 860 патентів США, понад 550 патентів інших країн, а також приблизно 1440 патентів очікують визнання у США. SanDisk — єдина у світі компанія, що має права як на розробку, так і на випуск більшості форматів flash-накопичувачів (CompactFlash, SD, miniSD, microSD, MultiMediaCard, Reduced Size MultiMediaCard (RS-MMC), Memory Stick PRO).
Виторг SanDisk в 2003 г. перевищив 1 млрд. доларів США.

## Історія компанії
- 1988: Створення компанії [4]
- 1994: Розробка стандарту CF
- 1997: Розробка стандарту MMC спільно з Siemens
- 2000: Розробка стандарту SD спільно з Toshiba і Matsushita
- 2003: Розробка стандарту MS PRO спільно з Sony
- 2003: Включення у лістинг NASDAQ-100
- 2003: Виторг компанії перевищив 1 млрд. доларів США
- 2004: Розробка стандарту TransFlash (MicroSD)
- 2004: Отримання нагород TIPA і EISA за групу карток пам'яті Ultra II
- 2005: Отримання нагород TIPA і EISA за групу карток пам'яті Extreme III
- 2005: 8-е місце у списку компаній, які розвиваються найшвидше у США
- 2005: Розробка стандарту MS Micro спільно з Sony
- 2006: Отримання нагороди EISA за групу карток пам'яті Extreme IV
- 2006: Розробка стандарту MS PRO-HG спільно з Sony
- 2016: Новим власником SanDisk стала Western Digital, сума угоди склала 19 мільярдів USD.